# Кон
Вижте пояснителната страница за други значения на Кон.
Конят (Equus ferus caballus) е един от двата съвременни подвида на Дивия кон (Equus ferus). Представлява опитомен еднокопитен бозайник представител на семейство Коне. Предците на съвременните коне еволюират преди около 45 – 55 милиона години от дребен многопръст тревопасен бозайник „хиракотерий“, който е бил с ръст само 14 cm и тегло 5 kg, до едър еднокопитен представител днес. Одомашняването от хората започва преди около 6000 години, а до 3000 г. пр. Хр. конят се разпространява в различни краища на Земята. Представителите на днешния опитомен подвид са наследници на дивия кон, който свободно е обитавал първичните си местообитания. Самият термин див кон е неточен, но се използва, за да отдели конете от видове, които никога не са били одомашнявани. Такъв например е Конят на Пржевалски, който е вторият подвид на дивия кон.
Дълголетната връзка на коня с човека е наложила използването на редица думи и термини, които да опишат отделните възрастови и полови категории, размери на тялото, неговия цвят, анатомични особености, маркиране, породи, движения и поведение.
Анатомията на коня е следствие от редица еволюционни приспособления, възникнали с цел развиване на скорост за избягване от хищници. Имат силно развито чувство за баланс и отбрана. В тази връзка конят е развил и една от необичайните си черти – спи еднакво добре както изправен, така и легнал, благодарение на уникалната си способност за „заключва“ сухожилията на краката си. Сънят на коня има само 2 фази – SWS (кратък дълбок сън) и REM (бързо движение за очите).
Бременността при кобилите продължава 11 месеца, а малкото конче се изправя на крака и започва да следва майка си минути след раждането. Обучението на младите коне започва на около две- до четиригодишна възраст. Тялото на коня достига пълното си развитие на около петгодишна възраст, а продължителността на живота му е около 25 – 30 години.
В световен мащаб конете играят голяма роля в човешките култури в продължение на хилядолетия. Те се използват за развлекателни и спортни дейности, както и за работни цели. Конете са използвани многократно по време на война, благодарение на което оборудването, техниките на езда и водене, както и методите за контрол, са се усъвършенствали значително. Много продукти се получават от коне, в това число месо, мляко, кожа, коса, кости, и различни фармацевтични продукти, извлечени от урината на бременни кобили. Хората гледат опитомени коне, осигурявайки им храна, вода и подслон, както и грижи от специалисти, като ветеринарни лекари и ковачи.

## Описание

### Физически характеристики
Конят има дълги и тънки крака, приспособени за бързо бягане. Развит е само третият (средният) пръст, който е облечен с копито, а вторият и четвъртият са рудиментарни. Тялото е покрито с гъста космена покривка, състояща се от твърди и меки косми, като дългите и груби косми на врата образуват грива, а на опашката – дълъг космен кичур.

### Анатомично устройство
Анатомията на коня е описана за пръв път през 1618 г. от болонския сенатор Карло Руини в неговата „Anatomia del Cavallo“. По-късно, в първите учебници по ветеринарна анатомия, на коня се отделя първостепенно място.
Конят се отличава с редица особености в устройството на костите, мускулите, органните си системи и физиологичните процеси, протичащи в тях.

#### Костна система
Скелетът на коня е съставен от дълги и леки кости (около 175 на брой), благодарение на което цялото тяло на коня е олекотено значително. Той включва череп, гръбначен стълб, гръден кош, гръдни и тазови крайници.
- Подвижността на гръбначния стълб е голяма. Той е съставен от пет вида прешлени: шийни (vertebrae cervikales), гръдни (vertebrae thoracales), поясни (vertebrae lumbales), кръстни (vertebrae sacrales) и опашни (vertebrae caudales). Всички те са свързани чрез стави, като по дължината на гръбначния стълб образуват няколко извивки, най-развита от които е шийно-гръдната.
- Гръдният кош (thorax) на коня има специфична тясна и издължена форма. Той е затворен между гръдните прешлени, гръдната кост (sternum) и 18 чифта ребра.
- Гръдните крайници са съставени от: лопатка (scapula), раменна кост (os humeri), подраменни кости (radius et ulna), 7 киткови кости (ossa carpi), 3 подкиткови кости (ossa metacarpi) и кости на пръста (ossa digiti). Последните са бабкова, венечна и копитна фаланга.
- Тазовите крайници са съставени от: кости на таза (pelvis), бедрена кост (os femoris), подбедрени кости (tibia et fibula), 6 петни кости (ossa tarsi), 3 подпетни кости (ossa metatarsi) и фаланги на пръста.

#### Копита
Копитата при конете са изключително чувствителни. Освен за лесно придвижване по различни терени, копитата на конете имат едно важно предназначение – стъпвайки върху копитото си при движение, то притиска кръвоносните съдове, благодарение на което кръвта се връща по-лесно обратно към сърцето. Това подпомагане на кръвоносната система увеличава издръжливостта на тези красиви животни.

#### Храносмилателна система
В дивата природа конете ядат по малки количества от един и същи вид на храна през целия ден, като изминават големи разстояния, за да си я набавят. Ето защо храносмилателната система на коня е дълга около 30 m, и по-голямата част от нея е само черва.
Храносмилателната система на конете е съставена от два отдела – преден и заден. Предният отдел включва устната кухина, слюнчените жлези, фаринкса, хранопровода и стомаха, а задния – тънкото и дебелото черво, черния дроб, панкреаса и ануса.

##### Устна кухина
Устната кухина на коня заедно с всички органи в нея служи за поемане и механична обработка на храната, оформяне на хапката и придвижването ѝ към фаринкса. Тя включва устни, бузи, твърдо и меко небце, език и зъби.
- Устните обграждат входа на устната кухина. Те са дълги, меки и силно подвижни, което подпомага за по-лесното поемане на растителна храна. Отвън са покрити с нежна кожа и редки косми, като долната устна има силно развит брадичков мускул.
- Бузите образуват страничните стени на устната кухина, като при коня те са много обширни.
- Твърдото и мекото небце се намират в горната част на устната кухина. Твърдото небце е дълго и притежава 16 – 18 напречни гребена, които участват в механичната обработка на храната и изпращането ѝ назад към фаринкса. Мекото небце е дълго около 10 – 12 cm и се разполага плътно върху езичния корен, поради което коня не може да диша през устата. Ако се стигне до повръщане, то става през носа.
- Езикът е дълъг и силно подвижен. Притежава широк корен, странично сплеснато тяло и плътен връх с дебели странични ръбове.
- Зъбите на конете, в зависимост от своята форма, местонахождение и положение се делят на кътници, резци и кучешки зъби. Нормално при жребците те са 40 на брой, а при кобилите – 36.
  - Кътниците са основните зъби на коня. Те са 24 на брой, по 12 на всяка челюст. Имат рудиментарни корени и високи коронки със сложни емайлови гънки на дъвкателната повърхност (лафодонтни).
  - Резците са предните зъби на коня. Те са 12 на брой, по 6 на всяка челюст.
  - Кучешките зъби са много малки, и са разположени между кътниците и резците. При жребците те са 4 на брой, по един от всяка страна както на горната, така и на долната челюст, а при кобилите обикновено липсват.

Формата и устройството на зъбите се намират във връзка със стриването на твърдата степна растителна храна. По зъбите може да се определи както възрастта на коня, така и полът му. В редки случаи има животни, които в двете челюсти, преди първия кътник, имат непостоянен зъб, наречен „вълчи зъб“. Той е силно рудиментиран, с конусообразна форма. Тогава при жребците зъбите са 44, а при кобилите – 40. Възрастта се определя основно с оглед и преценка състоянието на резците. Зъбната формула на коня е:

##### Слюнчени жлези
Слюнчените жлези на коня са три вида: околоушна, долночелюстна и подезична. От трите най-голяма е околоушната жлеза. Тя е разположена подкожно, вентрално на ухото, като заема пространството между каудалния ръб на долната челюст и крилото на атласа. Тя е силно развита и има продълговата, удължена четириъгълна форма с широки краища и стеснена средна част. Достига на дължина до 20 – 25 cm, има ширина около 5 – 10 cm и дебелина 1,5 – 2,5 cm.

##### Стомах
Стомахът на коня е еднокамерен, торбовидно удължен, с вместимост около 12 – 15 l. Разположен е изцяло в лявата половина на предната част на коремната кухина, без да достига до вентралната коремна стена, дори при пълно изпълване. От вътрешната си страна е покрит с лигавица, която е разделена на две части – кутанна и жлезна, отделени една от друга чрез висок и назъбен гребен (margo plicatus).
- Кутанната лигавица е твърда, грапава и с белезникав цвят. Разположена е в левия край на стомаха, в областта на сляпото разширение.
- Жлезната лигавица е мека, сочна, с влажна повърхност и тъмночервен цвят, като заема около 3/5 от цялата лигавична повърхност на стомаха.

Мускулатурата на стомаха е изградена от три слоя: надлъжен, пръстеновиден (напречен) и наклонен (кос). Всички те формират в областта на кардията силен затварящ мускулен сфинктер (muskulus sphincter cardiae), чрез който се спира връщането на храната обратно към хранопровода, а в областта на пилора образуват пилорен сфинктер (muskulus sphincter pylori), благодарение на който храната от стомаха се пропуска на порции към тънкото черво.

##### Черва
Червата, както и хранопроводът на коня, са много дълги. Те се простират от пилорния сфинктер на стомаха до ануса, като общата им дължина е около 20 – 30 m. В тях се извършва досмилане и усвояване на храната. Разделят се на тънко и дебело черво.
- Тънкото черво има дължина 21 – 25 m и вместимост около 55 – 70 l. Съставено е от дванадесетопръстник, празно и хълбочно черво.[7]
  - Дванадесетопръстникът има дължина около 1 метър и диаметър около 5 cm.[7] В началната си част, той е удебелен и образува S-образна извивка в която, на 15 cm от пилора се отварят заедно изводните канали на черния дроб и панкреаса.
  - Празното черво е с дължина около 20 m и диаметър около 6 – 7 cm.[7] То е разположено в лявата слабинна област и образува множество непостоянни извивки.
  - Хълбочното черво е с дължина около 1,5 m, има по-тънка стена и по-широк лумен.[7]
- Дебелото черво е силно развито с дължина около 8 m.[8] Съставено е от сляпо, ободно и право черво.
  - Сляпото черво е продължение на хълбочното, разположено е в дясната половина на коремната кухина и има форма на голяма дорзокраниално отворена дъга. Достига дължина 1 m, има диаметър 20 cm и вместимост около 26 – 30 l.[9]
  - Ободното черво е с дължина около 6 – 8 m, има диаметър до 30 cm, и вместимост 65 – 150 l. Съставено е от 3 части – колон I, II и III, имащи различна форма, дължина и местоположение.
  - Правото черво е последната част на дебелото черво и има дължина около 20 – 30 cm.

#### Мускулна система
Мускулната система на коня се състои от мускули, най-често пресечени от сухожилни ленти. Голяма част от мускулите, най-вече на крайниците, са основно сухожилни, поради което имат голяма сила на действие и много бавно се изморяват. При конете има три вида мускули:
- Скелетни мускули – представляват мускулни снопове, изградени на свой ред от мускулни влакна. Всеки мускул е покрит от фиброзна тъкан, наречена фасция, към която може да се прикрепва друг мускул. Мускулът се прикрепва към дадена кост чрез сухожилия. Свиването на тези мускули води до придърпване на сухожилията, които на свой ред дърпат костта към която са захванати. Тези мускули обикновено са групирани по двойки, така че да се противопоставят един на друг (антагонисти). Едните се наричат сгъвачи, а другите разгъвачи.
- Сърдечни мускули – това са мускулите, изграждащи сърцето. Сърцето на коня тежи около 4 kg, а честотата, с която то бие в покой, е около 28 – 45 удара в минута.
- Гладки мускули – изграждат системи, като храносмилателната например.

#### Дихателна система
Единственият орган на дихателната система при конете е белия дроб. Преди да попадне въздуха в него, той преминава през ноздрите, носната кухина, хоаните, гръкляна, трахеята и бронхите.
Ноздрите могат да се разширяват значително по време на интензивна тренировка. Те са оградени от хрущялен пръстен, който ги държи отворени по време на вдишване. Освен това тук е разположен един малък джоб, наречен nasal diverticulum, който с помощта на космите и лигавицата на вътрешните ноздри филтрира по-едрите частици, попадащи в тях.
Носната кухина съдържа назолакримален канал, през който преминават сълзите от очите навън през носа. Носните проходи съдържат от двете страни по две носни конхи (conchae), които увеличават контактната площ с въздуха. Също така синусите, разположени в черепа, могат да се отцеждат през носния проход. Последният се свързва към ларинкса чрез фаринкса. При възрастен индивид фаринксът е дълъг около 15 cm и включва назофаринкса, които предпазва входа на слуховите тръби, орофаринкса и ларингофаринкса. Успоредно с основните носни проходи, коня има сложна система от околоносни синуси, които насищат главата с въздух, и общуват с дихателните пътища. Те служат за намаляване общото тегло на главата и се състоят от предни, горночелюстни и sphenopalatine синуси:
- Предните синуси заемат дорзалната (горна) част на черепа, между очите. Те са два на брой, по един от всяка страна, разделени помежду си от костна преграда.
- Горночелюстните синуси са разположени в горната челюст, над зъбните корени.
- Sphenopalatine синуси са малки торбички разположени централно до caudal горночелюстен синус.

Малко капаче (soft palate) блокира пътя от фаринкса към устната кухина, освен в случай на преглъщане. Това предотвратява опасността от вдишване на храна, както и не позволява използването на устата за дишане. Поради тази причина конете могат да дишат единствено през носа си. По същата причина конете не могат да използват пъхтенето като метод за терморегулация.
Всички представители на род Коне (Equus) притежават една уникална част от дихателната си система, наречена „гърлена торбичка“ (guttural pouch), благодарение на която те изравняват налягането на въздуха в тъпанчето си. Тези торбички са две на брой и са разположени от двете страни в „триъгълника на Виборг“, между челюстите, под тила. Всяка една от тях е с капацитет около 300 – 500 ml, и се изпълва с въздух, когато конят преглъща или издишва.
Ларинксът се намира между фаринкса и трахеята и се състои от 5 хрущяла, които служат за отваряне на глотиса. Ларинксът не само позволява на коня да произнася звуци, но също така предотвратява всмукването на храна и контролира количеството вдишван въздух.
Благодарение на трахеята, въздухът се пренася от устната кухина в белите дробове. При възрастните тя е дълга около 75 – 80 cm, и представлява постоянно отворена тръба, съставена от 50 – 60 C-образни хрущялни пръстена с диаметър 5 – 6 cm.
По-нататък трахеята се разклонява на две бронхи, от които дясната е малко по-голяма. Бронхите се разклоняват на малки бронхиоли, които на свой ред се разклоняват на още по-малки бронхиоли, докато те на свой ред достигат до алвеолите. Последните поглъщат кислорода от поетия въздух и освобождават отпадъчния въглероден диоксид. Бронхите и бронхиолите образуват белите дробове, които се намират в гръдната кухина на коня. Белият дроб е голям орган с висок витален капацитет, обуславящ малкото на брой вдишвания в минута (около 8 – 12). Той се разширява с помощта на диафрагмата. Последната е разположена далеч от гръдната кухина, благодарение на което се намалява налягането в белите дробове. Когато те са напълно разширени, могат да достигнат до 16-ото ребро на коня.

#### Отделителна система
Отделителната система на коня се състои от чифт бъбреци (ren) и пикочопроводи (ureter), и по един пикочен мехур (vesica urinaria) и пикочен канал (urethra). Двата бъбрека са гладки и се различават по форма и местоположение. Вместо стандартната бобовидна форма, под въздействие на силно развитото сляпо черво, формата на десния бъбрек е по-скоро сърцевидно-триъгълна. Под въздействието на стомаха левият бъбрек е изместен по-каудално.

#### Сетивна система

##### Зрение
Зрението на коня заедно с другите сетива спомага за връзката на животното с околната среда. Очите са едни от най-нежните и най-сложно устроени сетивни органи, благодарение на които конете виждат това, което се случва около тях. Те са разположени в очните кухини на черепа и се състоят от очна ябълка, спомагателен апарат (клепка, очни мускули, лицева повърхност, тлъстинна възглавничка, слъзен апарат), кръвоносни съдове и нерви. От всички сухоземни бозайници най-големи очи имат конете – диаметърът на очната им ябълка достига 5,1 cm. От външната страна очната ябълка е покрита със склера, която в предната част на окото преминава в роговица. Под склерата е разположена обвивка, която в предната част на окото преминава в ирис. В центъра на последния се намира зеницата, през която светлината отвън прониква в очната ябълка. Вътрешността на очната ябълка е изпълнена с прозрачно тяло, което е долепено до ретината.
Очите на конете са разположени странично, а това намалява тяхната стереоскопичност. За сметка на това, ъгълът на полезрение достига до над 350°, от които 65° са бинокулярно зрение, а останалите 285° – монокулярно. Ако конят забележи движение с монокулярното си зрение, за да фокусира движещия се предмет, той обикновено обръща главата си към него, за да превключи към бинокулярно зрение. Конете могат да виждат безпроблемно в две срещуположни посоки едновременно, подобно на хамелеоните. Единствените слепи петна от полезрението им са в близост директно напред и на близко разстояние, директно назад и под шията. В много случаи, когато конят е страхлив, е необходимо да се ограничи полезрението му, за да не вижда предметите, които го плашат. Това става чрез използване на юзди със специални наочници.
Зрението на конете е отлично през деня и през нощта, но виждат само в нюанси на два цвята – червено и зелено.

##### Слух
Слухът на коня е много добър и както при всички останали бозайници, слуховият апарат е съставен от външно, средно и вътрешно ухо. Ушната мида на всяко ухо може да се завърта на 180°, благодарение на което коня може да чува на 360°, без да се налага да върти главата си.

##### Обоняние
Обонятелните рецептори на коня са разположени в лигавицата на горната част на носната кухина. Тъй като последната е с голяма дължина, площта на тези рецептори е също голяма, поради което конете имат по-добра способност да душат, отколкото човек. Освен това конете притежават и т. нар. Якобсонов орган, благодарение на който те могат да долавят мириса на храна, когато тя е в устата им. За разлика от много други животни, при конете Якобсоновият орган не се отваря в устната кухина.
Съществува и мнение, че благодарение на обонянието си, конете буквално усещат емоционалното състояние на човека, т.е. дали е спокоен или нервен, а пияните хора ги надушват от голямо разстояние. Миризмата на кръв е способна дори да подлуди конете.

##### Вкус
Конете имат доста развит вкус, което им позволява да подбират фуража и да избират това, което най-много харесват да ядат. Благодарение на горната си хватателна устна те могат да усещат малки отклонения в релефа на обектите, и по този начин да сортират дори малки зърна.
Конете обикновено не ядат отровни растения, обаче има изключения, в които коне ядат токсични количества отровни растения, дори и да имат около себе си достатъчно здравословна храна.

## Ход на коня
Като всяко транспортно средство, конят също има степени в хода си или скорости. При обикновените коне те са 10, а при някои има и допълнителна скорост („раванлия“ кон). Различните видове движения на коня се наричат алюри:
- „Ходом“ е най-бавният алюр (скоростта е около 6 – 7 km/h), при който конят последователно мести краката си в четири такта.
- „Тръсът“ бива три типа: съкратен тръс (до 15 km/h), обикновен и удължен (до 50 km/h).
- „Галопът“ е движение, при което конят бяга, развивайки скорост до 60 km/h. При този алюр поне два от краката на коня са във въздуха.
- „Кариерът“ е разновидност на галопа, при която конят препуска, движейки се на скокове. С кариер конят се движи най-бързо, но след 2 – 3 km се изморява.
- „Раван“ – в природата много малко коне умеят този ход. Той се изгражда след упорито възпитание и тренировки. Такива коне сме виждали в цирковете. При ходене (или бягане) те могат едновременно да повдигат двата си леви крака и после двата си десни, като съумяват да балансират и да запазят центъра на тежестта. Благодарение на този ход един кон може да се придвижва в продължение на много часове без да се уморява, и за едно денонощие да измине до 120 km.

- Piaffe
- Тръс
- Галоп
- Пасаж
- Испанска походка

Освен естествените алюри съществуват и изкуствени, като испански тръс (параден ход), пасаж, пирует.
Конят е животно с твърдо установени навици. Когато започва да върви или бяга, винаги тръгва с един и същи преден крак. Тази е причината стопаните да казват, че имат кон с ляв ход, лява крачка или за ляв впряг.. Малко по-различно, но доста по-практично обяснение за алюрите на коня предлага проф. Георги Синивирски, според който всеки (дори и непрофесионалист) може да определи какъв е хода на коня без да го вижда. Ако е в „обикновен ход“ се чуват равномерно редуващи се четири такта. Ако конят е в „тръс“ – два. Ако галопира се чуват характерните три такта.

## Качества на коня
Конят има отлична пространствена ориентация. Веднъж преминал през даден маршрут, колкото и труден да е, той в тъмна и непрогледна нощ може да се завърне по него обратно, стига ездачът да не придърпва безпричинно юздата (повода). Същото качество притежават неговите сродници магаре, катър и муле. Въпреки че не вижда нощем, конят добре помни местата, които представляват препятствия за него. Той е еднакво привързан към стопанина си (подобно на кучето) и същевременно към дома си (като котките). Целодневно пуснат на свобода из пасищата, вечер преди залез сам се прибира в дома си. В книгата на народния будител Никола Странджански „Сага за малкия българин и голямото българско безвремие“ има описан трогателен случай, при който мобилизиран за Втората световна война кон от Елховско, който месеци наред е теглил в обоза, след края на войната е върнат отново в Елхово. Пуснат заедно с табуна да пасе в околностите в очакване на демобилизация, конят видял се в позната обстановка препуснал към селото си, на около 20 km и запъхтян се прибрал в дома си, без да дочака заповедта за освобождаването му.

## Размножаване и хибридизация
Бременността продължава около 335 – 340 дена и обикновено раждат само по едно малко. Близнаците са голяма рядкост. Малките много бързо се изправят на крака и са способни след няколко часа да ходят заедно с майката.
Конете, особено жребчетата навършили 18 месечна възраст, са вече полово активни и способни да се размножават. Практически обаче представителите и от двата пола се включват за разплод на третата или четвъртата година от тяхната възраст, особено кобилите. Въпреки това обаче костите и мускулатурата се развиват напълно до към шестата година.
Известно е в природата и междувидово кръстосване. При съчетание на женско магаре (магарица) с мъжки кон (жребец) се ражда „муле“. При покриване на женски кон (кобила) от мъжко магаре се ражда „катър“. Тези поколения са дълголетни и по-работоспособни, но с висок процент на стерилност, заради различния брой хромозоми в двата подвида от едно и също семейство (64 при коня, 62 при магарето). Това невинаги е валидно при женските потомства (според практиката). В редки случаи (около 10%) при женските катъри може да се получи поколение. В миналото според доц. Кадийски се е отделяло особено внимание за производството на катъри. В годините на зараждащия се социализъм 1950 – 1960 г., когато черните пътища са били масови артерии, макадамовите лукс, а асфалтовите мечта, в Ботевград и Самоков е имало изградени развъдни станции за магарешки жребци. Те в подходящо време са били изпращани в труднопроходимите планински райони по време на случния период на кобилите. Мулетата, според него, не са представлявали стопански интерес, поради факта, че почти с нищо не се отличават силово от магаретата, освен с особения си пресипнал рев (глас). В противовес на това, катърите са превъзхождали с 20 до 35% по издръжливост и товароносимост своите родители, както и с по-малката си консумация и взискателност към храната.

## Коне и хора

### Опитомяване
Опитомяването на коня най-вероятно е започнало в периода около 3500 г. пр.н.е. Основните източници, подкрепящи това твърдение и възможното място, където е започнал процесът, са два. Първият източник се основава на археологични находки, а вторият се позовава на сравнение на ДНК, взета от съвременни коне и на тази от кости и зъби на открити древни коне.
Най-ранните археологически доказателства за опитомяването на коня идват от обекти в Украйна, както и в Казахстан в находките на Ботайската култура (на името на село Ботай). Те са датирани приблизително от 3500 – 4000 г. пр.н.е. До 3000 г. пр.н.е., конят е бил вече напълно опитомен, а от 2000 г. пр.н.е. се наблюдава рязко увеличение на броя на конските кости открити при разкопки в населени места на Северозападна Европа. Това показва, че одомашнените коне са вече разпространени в цяла Европа.
Проучването на генетичния материал на откритите находки на ранни одомашнени коне показва че много малко диви жребци са допринесли за развъждането на одомашнения кон. В същото време обаче използваните кобили са били сравнително голям брой. Това твърдение се подкрепя от ниските нива на вариабилност на Y-хромозомата. Друга характеристика на опитомяването е повишаване нивото на промяна цвета на козината. При конете това ниво рязко се увеличава в периода между 5000 и 3000 г. пр.н.е.
Интересен факт е, че в Австралия няма открити изкопаеми на кон – причината за това е, че те са докарани там през XVIII век.
Дивите мустанги в Америка, всъщност са наследници на подивели домашни коне, пренесени там от Испания през XVI век.

### Породи
Съществуват множество породи коне – бегови коне, подходящи за състезания, коне за пренасяне на товари, теглене на файтони и т.н. Особено интересни са представителите на дребната шотландска порода, наречени пони. Изкуствено е създадена и породата Фалабела – миниатюрен кон с височина около 70 cm, отглеждан като домашен любимец. Днес конете по света са около 75 милиона, като само в Китай те са близо 10 милиона. Съществуват над 350 отделни породи коне в целия свят.

#### Български породи
- Дунавски кон
- Плевенски кон
- Източнобългарски кон
- Каракачански кон
- Делиормански кон
- Български планински кон

#### Други породи
- Английска чистокръвна – това са най-честите състезателни коне.
- Арабска чистокръвна – известна е като най-древната порода. Представителите ѝ се славят с изключителна издръжливост, което я прави и една от най-скъпите породи.
- Шагия – изкуствено получена порода от Арабската чистокръвна с Английската.
- Першерон – вид тежковоз с арабска кръв. Поради изящната си походка е известен като „грациозният тежковоз“.
- Хафлингер – планинска порода от Италия и Австрия

#### Цвят на космената покривка
Различават се няколко вида цветове характерни за конете:
- Черен – черният пигмент е общ за всички покриващи и предпазващи (подкосъм) тялото косми. Допускат се бели петна.
- Кестеняв – покривните косми са смес от черен, тъмночервен или кафяв пигмент, а гривата и опашката са черни.
- Светлокестеняв – светлокафяви косми, покриващи тялото. Черно пигментирани предпазни косми на гривата и опашката.
- Тъмнокестеняв – тъмнокафяви покривни косми по тялото, черни покривни косми по крайниците. Черно пигментирани грива и опашка.
- Алест – предпазните и покривните косми имат еднакъв цвят с различна степен на интензивност. Варира от златисто до тъмночервено.
- Сив – представлява смесени бели и черни покривни и предпазни косми. През първите месеци от живота на конете се срещат и златисточервени косми. При тези случаи цветът се прецизира след две и повече години, тъй като е трудно предсказуем. С напредване на възрастта тъмните косми изсветляват.
- Чилест – равномерно разпределени бели, червени или кафяви покривни и предпазни косми.
- Изабела – цветът на покривните косми е кремав, жълт или пясъчен. Гривата и опашката са черни.
- Паломино – цветът на покривните косми е кремав, жълт или пясъчен. Гривата и опашката са бели.
- Кремав – цветът на покривните косми е кремав, а кожата е непигментирана. Ирисът също не е пигментиран и често придава розов или син цвят на окото.
- Шарен – по тялото на коне с кестеняв или алест цвят са разположени неравни бели петна. Краката могат да бъдат частично или напълно бели.
- Апалуза – цветът на покривните косми е сив с мозаично разположени черни или кафяви петна.
- Чисто бял цвят е изключение – липсва какъвто и да е пигмент. Често „бели“ погрешно се наричат конете със сив цвят.

### Спорт
Конните спортове осигуряват забавления за тълпите и усъвършенстват ездата, която е била необходима по време на война. Всички видове конни надбягвания са еволюирали от импровизирани състезания между ездачи. Многобройните състезания, изискващи взискателни и специализирани умения от коня и ездача, са довели до системно развитие на специализирани породи и оборудване за всеки вид конен спорт. Популярността на конния спорт през вековете е довела до запазването на уменията, които в противен случай биха изчезнали, след като конете повече не се използват в битки.
Конете се обучават да бъдат яздени или да участват в различни спортни състезания, като прескачане на препятствия, обяздване, тридневна всестранна езда, родео, лов на лисици и много други.

### Работа
Съществуват няколко работни места, където конете се справят много добре и все още не съществува разработена технология, която да ги замени напълно. В много страни конете се използват от полицията за патрулиране и контрол над тълпата. Много животновъдни ферми все още се нуждаят от ездачи на коне, които да подбират едрия рогат добитък, който се е разпръснал на огромна площ. Организации за търсене и спасяване в някои страни зависят от добре оборудвани с коне екипи, за да намират изгубени хора, особено туристи и деца, както и за оказване на помощ при бедствия.
Конете могат да бъдат единствената форма на транспорт в някои зони на дивата природа. Конете са по-тихи от моторни превозни средства и могат да бъдат използвани в области с неравен терен, където превозните средства са по-малко ефективни. Въпреки че машините са заменили конете в много части на света, в по-слабо развитите райони около 100 милиона коне, магарета и мулета, все още се използват в селското стопанство и транспорта. Само в Африка все още работят около 27 милиона животни.

### Религии, традиции и фолклор
- Конят е символ на небето.
- Конят е символ на свобода и неукротима воля.
- Символ е на безстрашие, военна доблест и слава.
- Символ е на скорост и издръжливост, а така също радостта от живота, оптимизъм и добра слава.
- Славяни – конят е соларен символ, изобразяван често върху шевични украси. С негова помощ бог Свентовит успява да проникне в царството на мрака и да се пребори със силите на злото и смъртта.
- България – символ на небесното начало и слънцето. Посредник между горния и долния свят.
- Тюркски племена – конят е символ на смъртта.
- Конят е символ на мъжественост, страстност, импулсивност.
- Белият кон бил символ на чистотата.
- Англия – белият кон се свързва с убийство. Има предположение, че саксонското знаме било украсено с бял кон и след кървавата война, в която саксонците завладели тези земи, знамето с белия кон вече се веело навсякъде. Когато местните хора видели саксонски бял кон, те плюели през лявото си рамо, за да прогонят нечистите сили, привлечени от саксонското присъствие. Много хора продължават да плюят през лявото си рамо щом видят бял кон.

### Най-старият кон
За един от най-старите коне се смята Старият Били. Роден през 1760 г. в Англия, той доживял до 62-годишна възраст. Ако възрастта му се превърне в човешка (1-вата на кон е равна 12 човешки години, 2-рата на кон е равна на още 7 човешки, а следващите се равняват на 2,6 човешки всяка), то той бил на възраст цели 172 години.

### Клониране
Най-старата течна кръв, на 42 хил. години, е открита в замръзнало конче в Сибир. Жребец от изчезнал вид, наречен кон Лена, се е съхранил от периода Плейстоцен. Откритието може да послужи за успешното клониране на мамут.